# Al Sobrante
Al Sobrante, cuyo verdadero nombre es John Kiffmeyer (El Sobrante, California, Estados Unidos, 11 de julio de 1969), es el baterista inicial de Green Day, banda que dejó en 1991, poco antes de comenzar la grabación de Kerplunk!, y su lugar lo ocupó Tré Cool.

## Biografía
Al conoció a Frank Edwin Wright III (Tré Cool) mientras tocaba la batería en su garaje. La primera banda que integró Al dentro de la escena punk fue Isocracy, en 1986, muy popular en el afamado club californiano 924 Gilman Street, donde era recordado por su particular desarrollo escénico: solía interrumpir los shows con chistes y monólogos, y levantarse y caminar alejándose de la batería. Más tarde Al se unió a Sweet Children, banda integrada por Billie Joe Armstrong y Michael Ryan Pritchard (Mike Dirnt). Banda que más tarde cambiaría su nombre por el de Green Day. Tras los lanzamientos de varios EP y finalmente su posterior recopilación en 1990, salió a la luz 1,039/Smoothed Out Slappy Hours, el primer disco de Green Day. Compuso "I Was There", tercera canción de este álbum. Además ayudó a producir el segundo álbum de la banda llamado Kerplunk.
Al Sobrante dejó la banda para ir a la universidad (se cree que sus padres lo obligaron a ir a la universidad sabiendo que muy pocas bandas triunfaban) y fue a Humboldt State en Arcata, California, y Tré Cool, de 17 años y ya residente en Berkeley, ocupó su lugar. Más tarde, tras ver que Green Day triunfó sin él, este se unió a otra banda de Berkeley llamada The Ne'er Do Wells, de la cual se fue abruptamente en 1994, habiendo grabado un split y un 7" con ellos. Tras la marcha de Al Sobrante, esta agrupación se desintegró.
Después ingresó fugazmente en algunas bandas como The Ritalins y fue el mánager de The Shruggs, ambas bandas punk locales de no mucho éxito. Recientemente produjo un álbum, The Lost Troublemakers Album, para The Troublemakers, una banda de garage rock de Sacramento, California.
Realmente desde que Al Sobrante abandonó la música no se supo mucho más de él, solo que solía reparar bicicletas. 
En la actualidad, vive en San Francisco, California, trabaja como director de fotografía, que se especializa en pantalla verde y producir trabajo principalmente comercial, y está casado con la cineasta experimental y profesora de la Universidad Estatal de San Francisco, Greta Snider.
El 16 de abril de 2015 apareció tocando con Green Day en un concierto en Cleveland, Ohio. Actualmente se desconoce su paradero y si continúa activo en la música.

## Discografía personal
| Año  | Álbum                                                                             | Banda                           | Discográfica     |
| ---- | --------------------------------------------------------------------------------- | ------------------------------- | ---------------- |
| 1989 | 1,000 Hours EP                                                                    | Green Day                       | Lookout! Records |
| 1990 | 39/Smooth                                                                         | Green Day                       | Lookout! Records |
| 1990 | Slappy EP                                                                         | Green Day                       | Lookout! Records |
| 1990 | Sweet Children EP                                                                 | Green Day                       | Skene! Records   |
| 1991 | 1,039/Smoothed Out Slappy Hours                                                   | Green Day                       | Lookout! Records |
| 1992 | Kerplunk! (este disco incluyó como bonus el EP Sweet Children donde participó Al) | Green Day                       | Lookout! Records |
| 1993 | The Gift of Knowledge (split)                                                     | Ne'er Do Wells / Judy & Loadies | Lookout! Records |
| 1993 | Intolerable Bastard Child Genius                                                  | Ne'er Do Wells                  | Lookout! Records |